# 도쿄 메트로 긴자선
도쿄 지하철 3호선 긴자선(일본어: 東京地下鉄3号線銀座線)은 도쿄 지하철의 철도 노선의 하나이다. 일반적으로는 도쿄 메트로 긴자선(일본어: 東京メトロ銀座線 도쿄메토로긴자센[*])이나 지하철 긴자선(일본어: 地下鉄銀座線 지카테쓰긴자센[*]) 이라고 불린다. 노선 기호는 Ginza의 G이고, 노선 색은 ○ 주황색이다.
아시아 대륙의 최초 지하철 노선이다.

## 역사
이 노선은 도쿄 지하철도와 도쿄 고속철도 두 지하철 회사가 건설한 노선을 합친 것이다.
도쿄 최초의 지하철이지만, 철도요람상으로 3호선으로 등록되어 있는데, 이는 노선 번호를 시나가와역을 기준으로 야마노테선을 따라 시계 방향으로 돌려서 정했기 때문이다. 고탄다역에 있는 도영 아사쿠사선이 1호선을, 에비스역의 히비야선이 2호선을 받은 후 시부야역에서 만나는 긴자선이 3호선으로 정해지게 되었다.

### 도쿄 지하철도
- 1927년 12월 30일: 아사쿠사역 ~ 우에노역간 개통 (일본 첫 지하철 노선)[2].
- 1930년 1월 1일: 우에노역 ~ 만세이바시역(万世橋（仮）駅, 임시역)간 개통[3].
- 1931년 11월 21일: 만세이바시역 ~ 간다역간 개통, 만세이바시역 폐지.
  - 만세이바시역은 철거되었지만, 역의 일부는 지상과의 환기구로, 현재에도 이용되고 있다.
- 1932년 4월 29일: 간다역 ~ 미쓰코시 앞역간 개통.
- 1932년 12월 24일: 미쓰코시 앞역 ~ 교바시역간 개통.
- 1934년 3월 3일: 교바시역 ~ 긴자역간 개통[4].
- 1934년 6월 21일: 긴자역 ~ 신바시역간 개통.
- 1939년 9월 16일: 도쿄 고속철도와 직결 운행 시작[5].
- 1941년 9월 1일: 노선을 제도고속도교통영단에 양도.

### 도쿄 고속철도
- 1938년 11월 18일: 아오야마 6초메역(현재 오모테산도역) ~ 도라노몬역간 개통[4].
- 1938년 12월 20일: 시부야역 ~ 아오야마 6초메역간 개통
- 1939년 1월 15일: 도라노몬역 ~ 신바시역간 개통[5].
  - 도쿄 고속철도의 신바시역은 현재의 역인 도쿄 지하철도의 신바시 역에서 서쪽의 장소에 설치되었다. 통합 후에는 유치선으로 사용되며 행사 때마다 여러 차례 공개되고 있다.
- 1939년 9월 16일: 도쿄 지하철도와 직결 운행 시작, 신바시 역을 도쿄 지하철도의 신바시역과 통합. 시부야 기점 변경 (+0.3 km).
- 1941년 9월 1일: 노선을 제도고속도교통영단에 양도

### 제도고속도교통영단

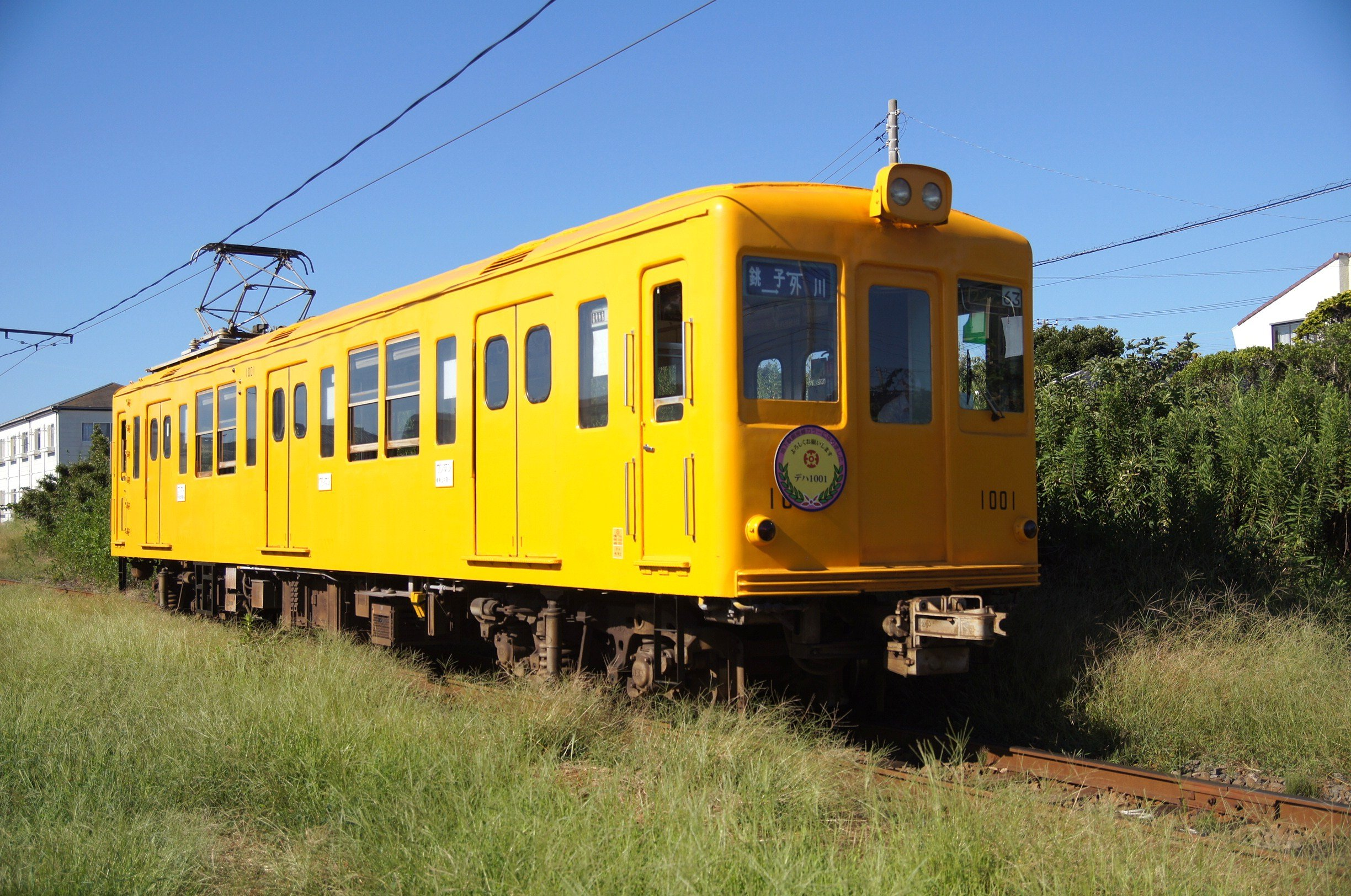
과거 오랫동안 긴자선의 주력으로 운용된 2000형 전동차인, 조시 전기철도 1000형의 긴자선 복각 도장

- 1941년 9월 1일: 제도고속도교통영단(帝都高速度交通営団) 발족. 도쿄지하철도, 도쿄고속철도에서 노선 양수(14.3 km)[5].
- 1941년 12월 1일: 전 열차를 2량 또는 3량 운행[6].
- 1944년 10월 10일: 신바시 역 구본선을 사용하여 퇴근 시간대에 도라노몬-시부야 간 무정차 급행 열차를 3왕복 운전(B선은 회송 취급)하여 연말까지 지속[7].
- 1945년 1월 27일: 연합군기의 공습의 피해를 받고, 일부 구간 운휴(3월 10일에 전선 복구)[8].
- 1946년 10월 10일: 도라노몬-시부야 간을 무정차 운행(동년 12월 31일까지)[9].
- 1953년 12월 1일: 노선 명칭을 긴자선으로 결정[10].
- 1955년 5월 1일: 일부 열차로 4량 편성으로 운행을 개시. 다만 당초는 구 도쿄고속철도의 역인 진구마에(神宮前駅)·가이엔마에(外苑前)·아오야마 1초메, 도라노몬 각 역 홈 유효 길이가 3량 분밖에 없어서 해당 역에서는 아사쿠사 분 1량 출입문을 항상 닫는 것으로 처리했다(1957년 7월 1일까지 완전 해소)[11].
- 1956년 10월 1일: 일부 열차에서 5량 편성으로 운행을 개시. 구 도쿄고속철도의 역에서는 2량의 출입문을 항상 닫는 것으로 처리했다[12].
- 1960년 11월 28일: 출근 시간대에 일부 열차로 6량 편성 운행을 개시[13].
- 1966년 1월 6일: 전 열차를 6량 편성으로 운행 개시[14].
- 1968년 4월 10일: 도시 교통 심의회 답신 제10호에 도쿄 3호선은 시부야 방면에서 아카사카미츠케, 신바시, 간다, 우에노 및 아사쿠사의 각 방면을 거쳐서 미노와 방면에 이르는 노선으로 제시.
- 1968년 4월-6월: 개업 이후 사용했던 구형 차량 60량을 폐차. 영단 이후 첫 폐차.
- 1972년 10월 20일: 진구마에 역을 오모테산도 역으로 개칭[15].
- 1978년 8월 1일: 오모테산도 역을 가이엔마에 역 인근으로 이전.
- 1984년 1월 1일: 01계 첫차 영업 운전 개시.
- 1984년 11월 30일: 01계 양산차 영업 운전 개시[16].
- 1985년 7월 11일: 운수 정책 심의회 답신 제7호에 아사쿠사-미노와 간 연장 계획 삭제.
- 1990년 8월 13일: 냉방 차량의 운전을 개시[17].
- 1993년 7월 30일: 2000형·1500N형 차량의 영업 운행을 종료.
- 1993년 7월 31일: 보안 장치를 신CS-ATC화 및 정위치 정지 장치(TASC) 도입[18]. 모든 차량을 01계로 통일.
- 1993년 8월 2일: ATC화에 대응한 전면적인 다이아 개정을 실시하고, 운행 최고 속도를 55 km/h에서 65 km/h로 상승[19]. 소요 시간 5분 단축 (아사쿠사-시부야 간)
- 1995년 3월 20일: 지하철 사린 사건의 영향으로 오전 중의 운행을 중지, 오후부터 재개.
- 1997년 9월 30일: 다메이케산노역 개업(도라노몬-아카사카미쓰케 사이)[20]. 전후 58년 만에 개업한 유일한 역.

### 도쿄 지하철
- 2004년 4월 1일: 제도고속도교통영단이 민영화하여 도쿄 지하철로 바뀌었다.
- 2008년 11월 18일: 아사쿠사-신바시 간이 "토목학회권장 토목유산"으로 인정되었다.
- 2009년 2월 6일: 긴자선이 "근대화 산업유산"으로 인정되었다.
- 2012년 4월 11일: 1000계 전동차가 영업 운전 개시[21].
- 2012년 10월 30일: 아사쿠사역·우에노역에서 발차 신호 멜로디를 도입. 다음날 31일에는 긴자역·다메이케산노역에도 도입[22]
- 2017년 3월 10일: 01계 전동차의 영업 운전을 종료[23][24].

## 운행 형태
JR, 사철과 직통 운전을 하지 않는 도쿄 지하철의 셋 뿐인 노선 중 하나이다. 따라서 대부분의 열차가 시부야 행(渋谷行き）, 아사쿠사행(浅草行き)으로 운행하되, 상행(上行)은 우에노행(上野行き)으로 운행하기도 한다.

## 차량

### 현재 차량
- 1000계(1000系) - 6량 편성 40개 240량이 재적하고 있다. 2013년 봄부터 양산에 들어가고 2017년 3월부터 기존 01계를 모두 대체했다[26][27]. 그리고 특별 사양차도 도입되었다.

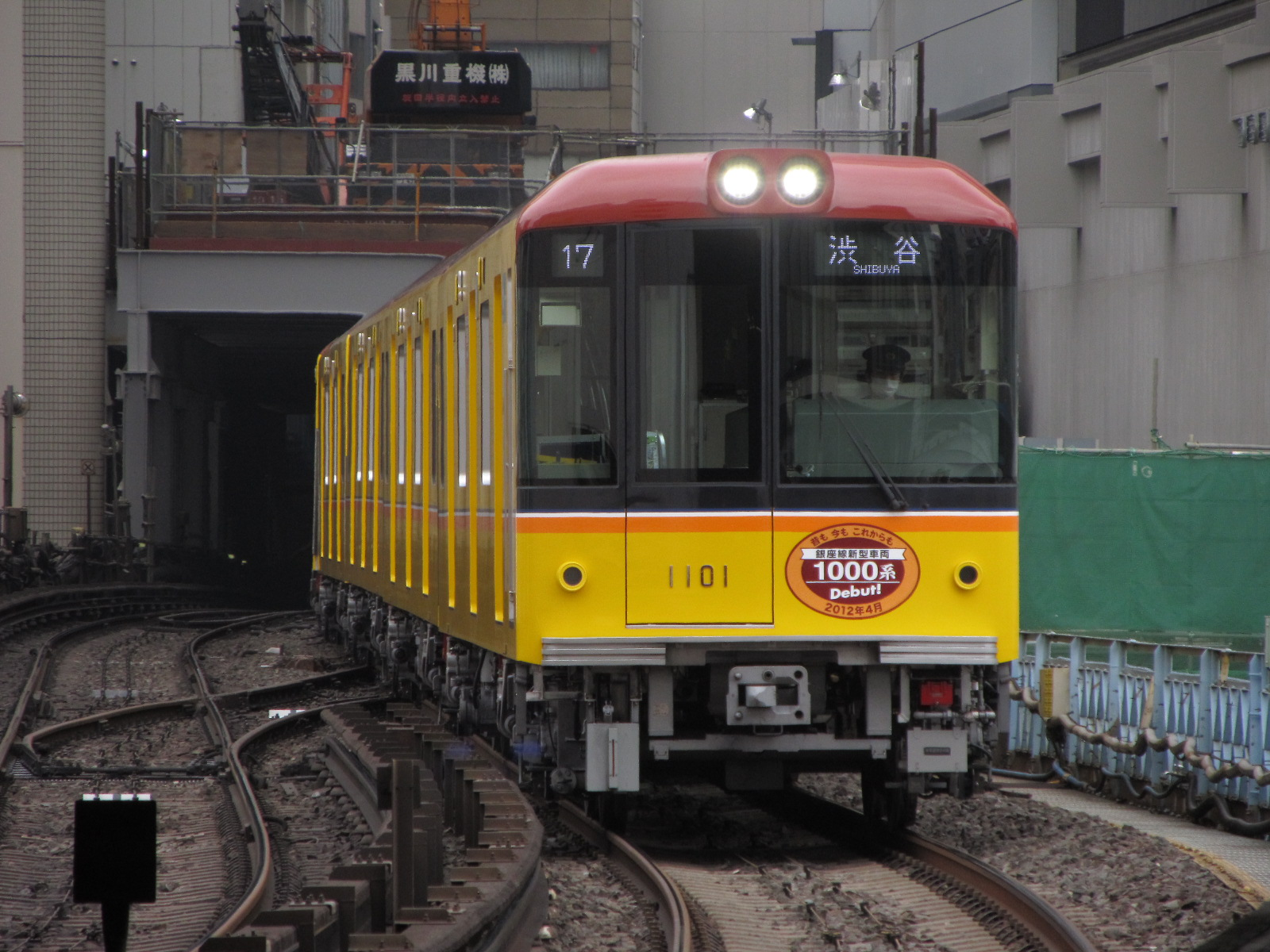
1000系 아사쿠사 - 우에노 간 개통 당시의 차량인 1000형의 도색을 재현하였다.

### 과거 차량
- 1000형(1000形)
- 1100형(1100形)
- 1200형(1200形)
- 100형(100形)
- 1300형(1300形)
- 1400형(1400形)
- 1500형(1500形)
- 1600형(1600形)
- 1700형(1700形)
- 1800형(1800形)
- 1900형(1900形)
- 2000형(2000形)
- 01계(01系)[24][23]

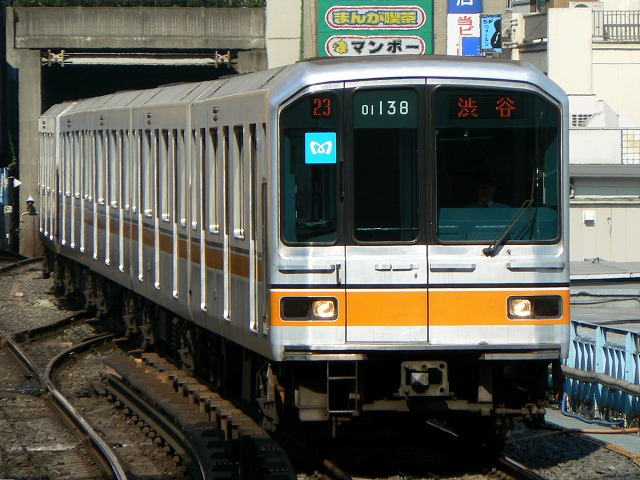
01계 제38편성 VVVF인버터 제어로, 1997년에 다메이케산노 역 개업에 맞추어 준공.

구형 차량의 도색은 1927년 개업 당시 베를린 지하철의 담황을 참고했다. 그러나, 전중·전후의 혼란기에 색견본을 분실했기 때문에, 다시 색견본을 제작한 것이 약간 짙어져서, 그 후 다시 만들었을 때 더욱 짙어졌다고 한다.

## 역 목록
| 역 번호 | 역명                           | 일어 역명             | 영어 역명       | 접속 노선 | 역간 거리 | 누적 거리 | 소재지   | 소재지   |
| ------- | ------------------------------ | --------------------- | --------------- | --- | --------- | --------- | -------- | -------- |
| G-01    | 시부야                         | 渋谷                  | Shibuya         | 한조몬선 (Z-01) 후쿠토신선 (F-16) JR 나리타 익스프레스 JR 사이쿄선 (JA 10) JR 쇼난 신주쿠 라인 (JS 19) JR 야마노테선 (JY 20) 도큐 도요코선 (TY 01) 도큐 덴엔토시선 (DT 01) 게이오 이노카시라선 (IN 01)                                                                |           | 0.0       | 도 쿄 도 | 시부야구 |
| G-02    | 오모테산도                     | 表参道                | Omote-Sando     | 지요다선 (C-04) 한조몬선 (Z-02) | 1.2       | 1.2       | 도 쿄 도 | 미나토구 |
| G-03    | 가이엔마에                     | 外苑前                | Gaiemmae        | | 0.7       | 1.9       | 도 쿄 도 | 미나토구 |
| G-04    | 아오야마잇초메                 | 青山一丁目            | Aoyama-Itchome  | 한조몬선 (Z-03) 도에이 지하철 오에도선 (E-24) | 0.7       | 2.6       | 도 쿄 도 | 미나토구 |
| G-05    | 아카사카미쓰케                 | 赤坂見附              | Akasaka-Mituske | 마루노우치선 (M-13) 유라쿠초선 (나가타초역, Y-16) 한조몬선 (나가타초역, Z-04) 난보쿠선 (나가타초역, N-07) | 1.3       | 3.9       | 도 쿄 도 | 미나토구 |
| G-06    | 다메이케산노                   | 溜池山王              | Tameike-sannō   | 난보쿠선 (N-06) 마루노우치선 (곳카이기지도마에역, M-14) 지요다선 (곳카이기지도마에역, C-07) | 0.9       | 4.8       | 도 쿄 도 | 지요다구 |
| G-07    | 도라노몬                       | 虎ノ門                | Toranomon       | 히비야선 (도라노몬 힐스역, H-06) | 0.6       | 5.4       | 도 쿄 도 | 미나토구 |
| G-08    | 신바시                         | 新橋                  | Shimbashi       | 도에이 지하철 아사쿠사선 (A-10) JR 게이힌 도호쿠선 (JK 24) JR 도카이도선 · JR 우에노 도쿄 라인 (JT 02) JR 야마노테선 (JY 29) JR 요코스카선 (JO 18) 도쿄 임해 신교통 임해선 (U-01)                                                                                     | 0.8       | 6.2       | 도 쿄 도 | 미나토구 |
| G-09    | 긴자 (마쓰야 · 미쓰코시 앞)    | 銀座 (松屋・三越前)   | Ginza           | 마루노우치선 (M-16) 히비야선 (H-09) 유라쿠초선 (긴자 1초메역, Y-19) | 0.9       | 7.1       | 도 쿄 도 | 주오구   |
| G-10    | 교바시 (메이지야 앞)           | 京橋 (明治屋前)       | Kyobashi        | | 0.7       | 7.8       | 도 쿄 도 | 주오구   |
| G-11    | 니혼바시 (다카시마야 앞)       | 日本橋 (高島屋前)     | Nihombashi      | 도자이선 (T-10) 도에이 지하철 아사쿠사선 (A-13) | 0.7       | 8.5       | 도 쿄 도 | 주오구   |
| G-12    | 미쓰코시마에                   | 三越前                | Mitsukoshimae   | 한조몬선 (Z-09) JR 소부선 (쾌속) (신니혼바시역, JO 20) | 0.6       | 9.1       | 도 쿄 도 | 주오구   |
| G-13    | 간다                           | 神田                  | Kanda           | JR 게이힌 도호쿠선 (JK 27) JR 야마노테선 (JY 02) JR 주오선 (쾌속) (JC 02) | 0.7       | 9.8       | 도 쿄 도 | 지요다구 |
| G-14    | 스에히로초                     | 末広町                | Suehirochō      | | 1.1       | 10.9      | 도 쿄 도 | 지요다구 |
| G-15    | 우에노히로코지 (마쓰자카야 앞) | 上野広小路 (松坂屋前) | Ueno-Hirokoji   | 도에이 지하철 오에도선 (우에노오카치마치역, E-09) | 0.6       | 11.5      | 도 쿄 도 | 다이토구 |
| G-16    | 우에노                         | 上野                  | Ueno            | 히비야선 (H-18) 도호쿠 신칸센 야마가타 신칸센 아키타 신칸센 조에츠 신칸센 호쿠리쿠 신칸센 JR 게이힌 도호쿠선 (JK 27) JR 다카사키선 (JU 02) JR 우쓰노미야선 (JU 02) JR 야마노테선 (JY 05) JR 조반선 (쾌속) · JR 조반선 (JJ 01) 게이세이 본선 (게이세이우에노역, KS 01) | 0.5       | 12.0      | 도 쿄 도 | 다이토구 |
| G-17    | 이나리초                       | 稲荷町                | Inaricho        | | 0.7       | 12.7      | 도 쿄 도 | 다이토구 |
| G-18    | 다와라마치                     | 田原町                | Tawaramachi     | 0.7 | 13.4      |           | 도 쿄 도 | 다이토구 |
| G-19    | 아사쿠사                       | 浅草                  | Asakusa         | 도에이 지하철 아사쿠사선 (A-18) 도부 철도 이세사키선 (TS-01) | 0.8       | 14.2      | 도 쿄 도 | 다이토구 |

## 참고 문헌
- 《제도고속도교통영단역사》. 도쿄 지하철 주식회사. 2004년 12월. 다음 글자 무시됨: ‘和書 ’ (도움말)
- 《営団地下鉄五十年史》. 帝都高速度交通営団. 1991년 7월. 다음 글자 무시됨: ‘和書 ’ (도움말)
- 中村建治『メトロ誕生―地下鉄を拓いた早川徳次と五島慶太の攻防』交通新聞社、2007年7月、ISBN-978-4-330-93607-9。